# Frente Laborista
El Frente Laborista o LF (en inglés: Labour Front; en malayo: Barisan Buroh; en chino: 劳工阵线) fue un partido político singapurense de ideología socialdemócrata fundado en 1955 por David Saul Marshall para disputar las primeras elecciones generales bajo sufragio universal que se celebraron en Singapur, cuando aún era una colonia del Reino Unido.
La formación obtuvo una estrecha victoria en los comicios con 10 de los 25 escaños disputados, y logró formar una coalición exitosa con el Partido de la Alianza. Durante su mandato como Ministro Jefe o Primer Ministro de la isla, Marshall intentó obtener el autogobierno y controlar la insurgencia comunista, sin éxito. Su fracaso lo llevó a renunciar el 7 de junio de 1956 y ser sucedido por Lim Yew Hock. En la elección parcial por su escaño en 1957, el Frente Laborista salió derrotado. Durante el gobierno de Lim, la corrupción y la pobreza se generalizaron, y Lim acabó abandonando el Frente Laborista para fundar la Alianza Popular de Singapur, cercana a la Alianza gobernante de la Federación Malaya. En las elecciones generales de 1959, las primeras tras el autogobierno, el Frente Laborista presentó algunos candidatos, pero todos fueron derrotados y el partido desapareció de la escena política. La Alianza también fue derrotada por el Partido de Acción Popular, que gobierna Singapur hasta la actualidad.
El Frente Laborista es hasta la actualidad el único partido además del PAP en haber ganado una elección limpia en Singapur.

## Resultados electorales
|  | 27.06 % |

|  | 0.79 % |